# 簡悅強
簡悅強爵士，GBE，JP（英語：Sir Yuet-keung Kan，1913年7月26日—2012年9月14日），香港政治家、銀行家和執業律師，1957年至1980年歷任市政局、立法局及行政局非官守議員，期間曾長年出任行政立法兩局首席非官守議員，在1960年代及1970年代與關祖堯爵士及馮秉芬爵士等人同為華人代表。簡悅強也是香港望族簡東浦家族成員，1963年至1983年在家族有份創辦的東亞銀行出任主席。
簡悅強早年先後受教於拔萃男書院、香港大學和英國倫敦政治經濟學院，早於二戰以前已分別在英國和香港考取得執業律師資格。戰後，他於1945年加入羅文錦爵士旗下的律師樓，而且積極參與本地政壇，除了在1949年與貝納祺等人組織香港革新會，又在1957年至1958年任香港律師會主席，以及在1957年至1961年獲港府委任為市政局非官守議員。
在行政立法兩局供職期間，簡悅強不單敢於為普羅市民發聲，且多番獲港府委以重任，當中包括在1974年與1979年分別獲港督麥理浩爵士指派草創消費者委員會及公務員薪俸及服務條件常務委員會，並擔任兩個委員會的主席，以化解當時米價暴漲及公務員工潮等危機；此外，他也曾就設立廉政公署向麥理浩提供不少重要的意見。在1970年至1975年和在1979年至1983年間，他還兩獲港府委任為貿易發展局主席，任內配合香港工商業的發展需要，向各國推廣與香港貿易。
簡悅強也相當關注香港的高等教育發展，他由1963年至1983年間歷任香港中文大學校董、中文大學崇基學院校董會主席和中文大學校董會主席，另又於1983年至1996年擔任中文大學首任副監督，對中文大學的發展具重要影響。簡悅強曾獲香港中文大學和香港大學頒授榮譽博士學位，也是兩所大學的終身校董。
在多年的公職生涯中，簡悅強經歷過不少動盪歲月。在1966年，時任交通諮詢委員會主席的他批准天星小輪加價，間接成為同年九龍騷動的導火線之一；在翌年的六七暴動期間，他嚴辭批評左派滋事份子，並主張港府以強硬態度加以對付，表現頗獲港府認同。簡悅強多年來深獲港府信任，屢獲英廷嘉獎。他在1972年及1979年兩度封爵，是歷來首位獲英廷賜封GBE勳銜的華人。在1975年英女皇訪港時，簡悅強更代表香港市民向女皇致歡迎辭，反映其地位深重。
簡悅強在1979年隨港督麥理浩等人出訪北京，期間與中共領導人鄧小平舉行閉門會談，得悉鄧小平堅決要從英國接收香港主權，使他對香港前景感到擔憂。簡悅強返回香港後旋於1980年辭任行政局首席非官守議員，至1983年辭任貿發局主席及東亞銀行主席，不久更將手上東亞股票轉讓予另一主要股東李冠春家族，從此淡出香港的商界與政壇。簡悅強晚年甚少在公開場合露面，至2012年以99歲高齡逝世，他生前在一眾在世非官守太平紳士中，資歷也是最深的一位。

## 生平

### 早年生涯
簡悅強於1913年7月26日在香港出生，祖籍為廣東順德，祖父曾於日資的橫濱正金銀行任職，父親簡東浦太平紳士（1888年－1963年）早年於日本受教，返港開辦德信銀號，後於1918年與李冠春、周壽臣及馮平山等人創立東亞銀行。簡悅強在家中14名兄弟姊妹中排行第四，長兄簡悅慶為東亞銀行經理、另有胞弟簡悅輝、簡悅宏及簡悅隆，皆於銀行界任職，而排行最小的胞弟簡悅威則為著名醫生及邵逸夫獎得主；至於簡悅強的胞姊簡笑嫻是馮秉芬爵士之夫人，故馮秉芬是簡悅強的姐夫。簡悅強幼年接受私人受教，七歲已懂背誦《四書》及其他經典，後於1925年之前及1925年至1929年入讀拔萃男書院小學部和中學部。中學畢業後，簡悅強有志成為醫生，不過因為家人的反對而打消了念頭，結果在1930年入讀香港大學，1934年取得文學士學位畢業。簡悅強在大學時入住馬禮遜堂，他後來憶述馬禮遜堂的生活極富團隊精神。
由於父親認為懂法律有助打理銀行業務，簡悅強從港大畢業後旋即於1935年負笈英國留學，在倫敦政治經濟學院修讀法律學位。畢業後他留在英國工作一段時間，並於1940年6月在倫敦獲認可律師資格。同年，簡悅強返回香港，繼而在11月獲准執業為事務律師，並主要從事法律與銀行業務。據他表示，雖然身為專業人士，但當時新婚自立，而且不再依賴父親生活，所以生活也頗為節儉，出入只乘公共交通工具，每餐花費亦僅五毫。簡悅強與好友胡百全兩人是戰前香港最後獲認可為事務律師的人士，不久以後，香港在1941年12月遭日軍入侵，繼而淪陷，開展3年零8個月的日治時期，但由於東亞銀行早於戰前已與日本關係良好，所以簡悅強在日治時期未受牽連。

### 商業生涯
簡悅強戰後於1945年加入本地著名的羅文錦律師樓，後來成為高級合夥人，後於1957年至1958年出任香港律師會主席，他是該會自1907年創立以來首位任主席的港大校友。而除主席一職外，他亦曾任該會的紀律委員會委員。另外，簡悅強亦嘗任東亞銀行董事，1963年11月因父親逝世而接手家族業務，接任主席，前後共20年，至1983年方才卸任。
在任主席期間，東亞銀行穩定發展，且是香港規模最大的華資銀行之一，在1975年，東亞銀行率先與美國銀行聯手推出名為「東美信用卡」的首張港幣信用卡，在1979年，東亞又成為首間在中國提供外幣信用卡結算服務的香港銀行。在1980年，簡悅強主持德輔道中的東亞銀行舊總行重建工程，重建工程歷時三年，新總行在他卸任東亞主席同年落成啟用。除上述公司外，簡悅強亦曾任置地控股有限公司，香港浙江第一商業銀行、中華百貨有限公司及海港企業有限公司等等的董事。

### 公職生涯

#### 兩局生涯
簡悅強曾言少時目睹執法人員粗暴對待路邊小販，加上在倫敦政治經濟學院讀法律時，受該校的激進思潮影響，這促使他更關心社會民生，以及熱心參與公共事務。早於戰後初期，簡悅強已和貝納祺等人討論時政，及後更於1949年參與創立香港革新會，是香港當時最具規模的壓力團體，同年，他又獲港府委為非官守太平紳士。在1957年至1961年，簡悅強曾任市政局非官守議員，期間同時兼任公務員敘用委員會委員，另曾於1959年英女皇壽辰時獲授OBE勳銜。
在1961年至1968年，簡悅強改任立法局非官守議員，後於1968年至1972年任該局首席非官守議員，同時自1966年至1974年任行政局非官守議員，1974年升任行政局首席非官守議員，至1980年3月方才從行政局退休。簡悅強於市政局及兩局供職，前後共23年之久，期間他出任大量公職，當中包括民安隊副處長、學生保健服務委員會主席、立法局財務小組委員會主席、屋宇建設委員會委員、華人廟宇管理委員會委員、社會福利顧問委員會委員及香港社會服務聯會委員等等。
簡悅強是立法局內發言較多的華人非官守議員，亦不時在局內抨擊港府政策。在1967年3月，立法局辯論《財政預算案》時，簡悅強在會上反對港府應倫敦方面要求，增加每年防務開支4,000萬港元至8,000萬港元，他指出，方案一旦獲得通過，香港每年的防務開支將比社會福利開支高出四倍，是失衡的現象，做法亦「不符合英國或香港的利益」。簡悅強又批評，英軍在遠東地區的佈防重心側重於馬來西亞和星加坡，可是星馬兩地卻無需負擔軍費，做法不公。此外，他還批評港府不應以高價贖回駐港英軍用地，認為這些土地從來都屬於香港，而非英軍。簡悅強成為當年唯一一位對《財政預算案》投下反對票的議員。

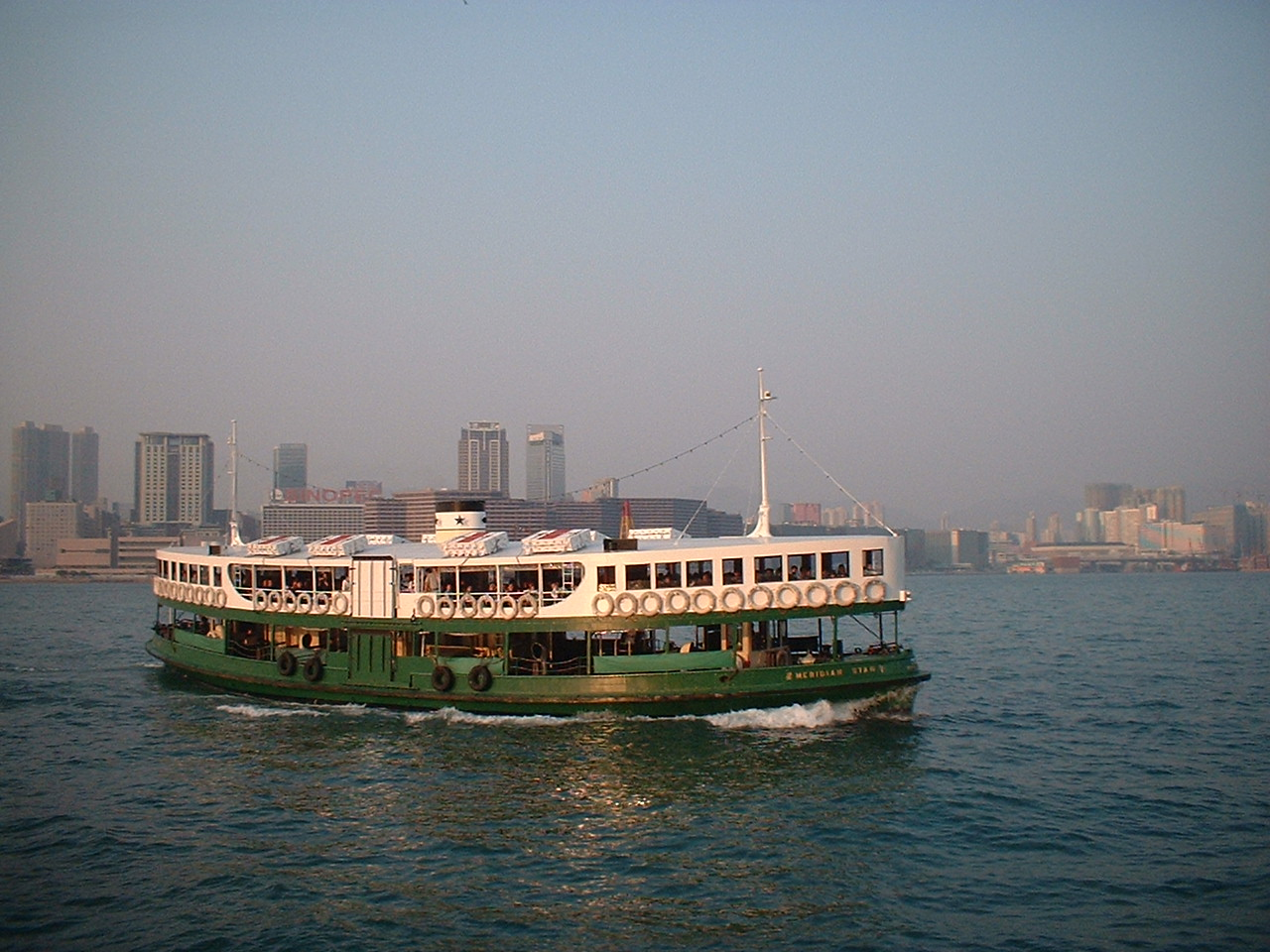
簡悅強在交諮會主席任內批准天星小輪頭等加價，但加幅由原本的兩毫下調至五仙。加價一事成為九龍騷動的導火線。

在立法局供職期間，簡悅強亦在1961年至1967年兼任港府交通諮詢委員會（交諮會）主席，任內經常親身走訪各地，乘搭各種交通工具，以視察交通擠塞的地區。他在任交諮會期間的主要建議包括鼓勵民間營辦學童校車服務，以及大幅增發的士牌，以解決公共交通不足的情況等等。在1965年10月，天星小輪向交通諮詢委員會要求調高頭等收費，儘管當時草根階層主要乘搭三等（小輪只有頭等及三等，沒有二等），但有關加費建議仍然引起很大反嚮。經交諮會於1966年初審定後，天星小輪頭等收費最後只獲准由原本的兩毫上調五仙至兩毫半，不過加幅仍然引來輿論批評。天星小輪方面也對交諮會的決定深表不滿，而天星小輪主席郝禮士（M. A. R. Herries）更認為交諮會「先發制人」，並揚言「加價後，無能力搭頭等船的可改搭三等」。郝禮士的言論引起輿論嘩然外，更成為同年九龍騷動的導火線之一。
其實在九龍騷動爆發時，香港已漸受中华人民共和国的文化大革命影響，局勢愈益不穩，期間簡悅強於1966年起獲委任加入行政局議政。不久，香港因工潮引發大規模的六七暴動。在暴動期間，左派暴徒在香港多處地方放置土製炸彈，傷及不少無辜市民。1967年8月20日北角發生清華街爆炸案，一對年幼小姊弟被放置在路邊的土製炸彈炸死，該宗慘案引發公憤，簡悅強在立法局內陳情，主張港府以強硬態度對付左派滋事份子，包括修改法例，令施放炸彈傷人的暴徒可被處以死刑，其立場獲得署理輔政司何禮文認同。同年，簡悅強獲英廷授CBE勳銜，以表揚他在公共事務方面的貢獻。
在1972年，簡悅強退任立法局首席非官守議員，但繼續出任行政局議員，至1974年更出任行政局首席非官守議員之職。當時適值米價暴漲，使得物價騰飛，港府於是以簡悅強出任消費者委員會首任主席，對市場展開格價，協助港府平抑物價，防止商人囤積居奇；後在1978年至1979年的時候，港府因薪酬和待遇問題爆發大規模公務員工潮，簡悅強遂獲派與公務員進行談判，並在1979年至1980年出任首位公務員薪俸及服務條件常務委員會主席，最終成功化解工潮。
簡悅強在兩局供職期間深得港府信任，並獲兩度封爵，首先在1972年，他獲英廷封為下級勳位爵士，同年7月在白金漢宮由英女皇親自主持授勳。後來在1979年，簡悅強爵士再獲授GBE勳銜，GBE勳銜是英帝國勳章中最高等第的一款，除他以外，眾香港華人之中就只有鍾士元爵士於1989年獲同一殊榮。另外，英女皇伊利沙伯二世於1975年訪港時，簡悅強亦以行政局首席非官守議員的身份於大會堂向女皇致辭歡迎，反映其地位深重。

#### 其他公職
除兩局公作外，簡悅強還被港府委以貿經方面的公職。早在1965年及1966年，簡悅強兩度以團長身份先後率領香港代表團到訪紐西蘭及印度新德里，出席聯合國第21屆和第22屆亞洲暨遠東經濟委員會會議。其中在第22屆會議中，隨簡悅強出行的團員還包括輔政司署經濟科高級政務官陸端、以及身為漁農處政務官的代表團秘書陳方安生。

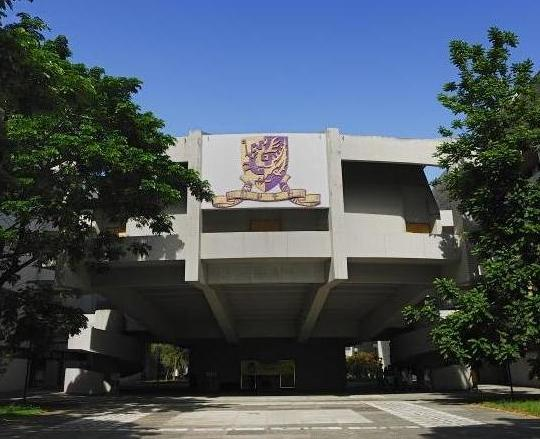
簡爵士為中文大學創校校董，後來出任校董會主席、終身校董及副監督。

在1970年至1975年，簡悅強復獲委任為香港貿易發展局主席，任內曾在法蘭克福、維也納、東京和阿姆斯特丹等地拓展辦事處，期間更在1973年帶領香港首次參與紐約的國際玩具展覽會。在1979年，他第二度出任發展局主席，任內繼續出訪各地，推廣香港貿易優惠。當中，他曾在1979年增設位於日本大阪的辦事處，並與日方成立經濟合作委員會；在1980年的時候，他首度率團訪問中國廣東，最後在1983年離任。簡悅強致力開拓香港的對外貿易，使他屢獲日本與歐洲各國授予榮譽，並先後獲日本皇室頒授勳三等及勳二等瑞寶章。
簡悅強也參與過打擊貪污的工作，鑑於警隊內的貪污投訴部門效率欠佳，港府早在1963年已委任簡悅強為一個特別反貪委員會的主席，研究各政府部門的貪污問題。在任主席期間，他還特地設置一個郵箱，專門收集有關貪污的投訴，並親自作出跟進。該委員會後來向政府提交一份報告，為日後廉政公署的成立造就有利條件。後在1974年，簡悅強與中文大學校長李卓敏到蘇格蘭愛丁堡出席大學交流活動時，適逢港督麥理浩爵士也正在蘇格蘭休假，簡悅強與李卓敏兩人遂獲邀到麥理浩家中作客，期間私底下被問及香港的貪污情況，在他們的支持下，麥理浩返港後終決定成立廉政公署。廉署成立後，簡悅強先後擔任廉署社區關係居民諮詢委員會主席和貪污問題諮詢委員會主席等職。
在高等教育事務方面，簡悅強曾自1963年至1967年出任香港中文大學創校校董，1964年至1968年任中文大學崇基學院校董會主席，嗣後於1971年至1983年出任香港中文大學校董會主席。另一方面，作為香港大學校友，他亦曾任港大校董，並於1972年2月1日獲委為港大終身校董。

### 晚年生涯
在1979年3月，簡悅強隨港督麥理浩爵士首度到訪北京，並與中共領導人鄧小平會面，簡悅強從中得知中共堅持接收香港主權，有感意興闌珊，他於1980年距離完成任期尚有五個月辭任行政局首席非官守議員，淡出政壇。簡悅強在1983年退任東亞銀行主席後，其時中、英步入香港前途談判，他進一步擔憂香港前景，於是將手上所持股份悉數售予李冠春後人，自此簡氏家族退出了東亞銀行的業務管理。此外，簡悅強於1983年退任香港中文大學校董會主席後，在同年獲聘任為中文大學終身校董，同時改任香港中文大學首任副監督，繼續投身參與中文大學發展，在職13年，至1996年2月退休。他退休以後，大學副監督一職一直懸空。
簡悅強退出政壇後留居香港，過著十分低調的生活，且甚少出席公開場合，僅偶爾出席前行政局議員聚餐。他在2012年9月14日於香港逝世，終年99歲，他不單止是香港歷史上最長壽的兩局首席非官守議員（其紀錄後被鍾士元打破），離世前也是最資深的非官守太平紳士。簡悅強的家人在2012年9月18日於香港殯儀館四樓偏廳為他設靈，雖然他生前在政商界的地位舉足輕重，但其喪禮卻十分低調，其家屬除了不讓外界弔唁外，也未有向開公佈其逝世的消息。

## 家庭
簡悅強在1940年娶伍憲平（Ida, Lady Kan，1912年－1999年12月7日）為妻，兩人育有兩子一女，其子簡崇知為香港執業律師，媳婦是馮趣先（馮瑞璋家族後人）。
簡悅強的興趣包括游泳、高爾夫球和網球。在公職場合以外，簡悅強夫婦以低調節儉著稱，有說以往外出也只駕駛輕巧廉宜的日本房車；另外，簡悅強爵士夫人曾主持1989年怡和子夜鳴炮儀式。

## 榮譽

### 勳銜
- J.P. （1949年1月21日[35]）
- O.B.E. （1959年女皇壽辰授勳名單[36]）
- C.B.E. （1967年女皇壽辰授勳名單[37]）
- Kt. （1972年元旦授勳名單[38]）
- G.B.E. （1979年女皇壽辰授勳名單[39]）
- 勳三等瑞寶章 （日本[12][40]）
- 國家功績官佐勳章 （法國，1978年[12]）
- 聯邦一等官佐十字勳章 （德國，1983年[12]）
- 金色大星章 （奧地利，1983年[12]）
- 勳二等瑞寶章 （日本，1983年[12]）
- 皇家北極星爵級大十字勳章 （瑞典，1983年[12]）

### 頭銜
- 簡悅強 （1913年－1949年）
- 簡悅強，JP （1949年－1957年）
- 簡悅強議員，JP （1957年－1959年）
- 簡悅強議員，OBE，JP （1959年－1967年）
- 簡悅強議員，CBE，JP （1967年－1972年）
- 行政局議員簡悅強爵士，CBE，JP （1972年－1979年）
- 行政局議員簡悅強爵士，GBE，JP （1979年－1980年）
- 簡悅強爵士，GBE，JP （1980年－）

### 榮譽學位
- 榮譽法學博士
  - 香港中文大學 （1968年[12]）
  - 香港大學 （1973年[12]）
- 榮譽院士
  - 倫敦政治經濟學院 （1980年[12]）

### 英文資料
- 《倫敦公報》，(Supplement) 第41727號，頁3721，5 June 1959。
- Rola Luzzatto and Rennie Remedios, Hong Kong Who's Who, Rola Luzzatto, 1960.
- OFFICIAL REPORT OF PROCEEDINGS （页面存档备份，存于）, Hong Kong Legislative Council, 15 & 16 March 1967.
- OFFICIAL REPORT OF PROCEEDINGS （页面存档备份，存于）, Hong Kong Legislative Council, 29 & 30 March 1967.
- 《倫敦公報》，(Supplement) 第44326號，頁6288，2 June 1967。
- 《倫敦公報》，(Supplement) 第45554號，頁1－2，31 December 1971。
- 《香港大學贊詞》，香港大學，1973年4月12日。
- 《倫敦公報》，(Supplement) 第47869號，頁7，15 June 1979。
- "An Interview with Sir Yuet-Keung Kan", Chinese University Bulletin, Number One 1982.
- Growing with Hong Kong, Hong Kong University Press, 2002.
- Who's Who, A & C Black, 2006.
- Consumer Council Annual Report 2004-2005, Consumer Council, 2006.
- "Kan, Yuet Keung （页面存档备份，存于）", Webb-site Who's Who, retrieved on 1 November 2013.

### 中文資料
- 〈東亞銀行董事長，簡東浦昨晨逝世〉，《工商日報》第四頁，1963年11月24日。
- 〈港九兩區的士，將再增加千輛〉，《大公版》第五版，1966年2月1日。
- 〈出席亞遠經濟會議，港代表明赴印，簡悅強任團長〉，《工商日報》第五頁，1966年3月19日。
- 〈參加亞遠經委會議，簡悅強等飛新德里〉，《華僑日報》第三張第二頁，1966年3月21日。
- 〈天星小輪董事長堅持小輪要加價〉，《大公報》第四版，1966年4月1日。
- 〈學童巴士服務，任何人皆可辦〉，《華僑日報》第四張第一頁，1966年6月24日。
- 〈關祖堯辭去民安副處長職，由簡悅強接任〉，《工商日報》第四頁，1966年9月10日。
- 〈不贊成港府增加軍費，簡悅強昨投反對票〉，《大公報》第五版，1967年3月16日。
- 〈簡悅強等奉任廟宇管理委員〉，《華僑日報》第二張第二頁，1967年7月29日。
- 〈簡悅強議員要求港府，炸彈案罪犯判死刑〉，《工商日報》第五頁，1967年8月24日。
- 岑維休主編，《香港年鑑》，香港：華僑日報，1971年。
- 〈廉署兩委會主席職，簡悅強與姬達對調〉，《大公報》第四版，1978年6月21日。
- 《香港公務員薪俸及服務條件常務委員會第一號報告書》，香港政府，1979年。
- 〈東亞主席職位，簡悅強將卸任〉，《工商日報》第五頁，1983年7月29日。
- 〈大學副監督榮休〉，《中大校友》第六期，香港：香港中文大學，1996年6月。
- 《走向新市場 （页面存档备份，存于）》，香港貿易發展局，2007年5月18日造訪。
- 冷夏，《霍英東全傳》第四十五章，中國戲劇出版社，2007年5月18日造訪。
- 〈創辦90年 香港最大華資銀行〉，《新報》，造訪於2009年3月7日。
- 〈發展里程 （页面存档备份，存于）〉，東亞銀行，造訪於2011年1月8日。
- 〈政商強人　倡議成立廉署　簡悅強走完99年人生 （页面存档备份，存于）〉，《蘋果日報》A6，2012年9月23日。

## 外部連結
- 政商強人、倡議成立廉署，簡悅強走完99年人生 （页面存档备份，存于），《蘋果日報》，2012年9月23日。
- 《每日電訊報》悼文 （页面存档备份，存于），2012年9月26日
- 商貿世代 （页面存档备份，存于），香港貿易四十年
- 香港大學贊詞[永久]

| 商界職務              | 商界職務                                         | 商界職務            |
| --------------------- | ------------------------------------------------ | ------------------- |
| 前任者： 簡東浦       | 東亞銀行主席 1963年–1983年                       | 繼任者： 李福和     |
| 官衔                  |                                                  |                     |
| 前任者： 鄧律敦治議員 | 立法局首席非官守議員 1968年–1972年               | 繼任者： 胡百全博士 |
| 前任者： 周錫年爵士   | 貿易發展局主席 1970年–1975年                     | 繼任者： 安子介議員 |
| 前任者： 羅理基爵士   | 行政局首席非官守議員 1974年–1980年               | 繼任者： 高登爵士   |
| 前任者： 新創設       | 消費者委員會主席 1974年–1975年                   | 繼任者： 羅桂祥博士 |
| 前任者： 安子介議員   | 貿易發展局主席 1979年–1983年                     | 繼任者： 鄧蓮如議員 |
| 前任者： 新創設       | 公務員薪俸及服務條件常務委員會主席 1979年–1980年 | 繼任者： 鍾士元爵士 |
| 學術機關職務          |                                                  |                     |
| 前任： 關祖堯爵士     | 香港中文大學校董會主席 1971年–1983年             | 繼任： 利國偉爵士   |
| 前任： 新創設         | 香港中文大學副監督 1983年–1996年                 | 繼任： 懸空         |